# 咽门化声
咽门化声或空声、呵欠声，是一种发声音质，其特征是喉的降低拖动咽腔垂直扩张。其被称作“咽门化”，因为咽门伸展，并使口腔后部咽门柱明显变窄。发声时，咽部两侧向外扩张，喉部下降并向前倾斜。“呵欠声”比较形象地描述了这种音质的调音方法。其与糙声相反，后者是咽部收缩、喉部抬升时发出的音质。注意咽门化声不应与气声混淆，后者指声带放松，通过声门的气流加速，产生音调更低的音。咽门化声涉及喉部前倾，使声带拉伸，即使咽腔容积变大，还是产生音调更高的音。
标准IPA中没有表示咽门化声的变音符号。文献中出现的变音符号有舌唇变音符[a̼]或国际音标拓展的强发音[a͈]。VoQS中，表示咽门化声的音质符号是Vꟸ，但一般用于表示一类音的大写字母上。而星号，即IPA用來表示暂无合适符号的標記，可用於標記咽門化聲，即：⟨◌͙⟩。

## 尼罗河流域语言
普遍认为丁卡语Bor方言有常态浊声和气声对立。Keith Denning则主张还有另两种音质：咽门化声和糙声。
| 调音     | IPA  | 词义 |
| -------- | ---- | ---- |
| 常态浊声 | tɕìt | 腹泻 |
| 气声     | tɕì̤t | 去吧 |
| 糙声     | tɕì᷽t | 蝎子 |
| 咽门化声 | tɕì͈t | 吞   |

咽门化声和糙声分别表示趋来（venetive，朝向说话者的动作）与趋向（itive，远离说话者的动作）。丁卡语和其他尼罗河流域语言（如努尔语、Shilluk）中，音质还充当名词单复数之分，但这关系不大规则。下表中，常态浊声（“硬”）与咽门化声（“气”:403）对立。注意咽门化对应趋来动作与名词复数。
| 丁卡语 | 词义:409             |
| ------ | -------------------- |
|        | 我叫那男孩           |
|        | 我叫那男孩来（趋来） |
|        | 我叫那男孩走（趋走） |

| 丁卡语 | 词义       | 努尔语 | 词义       | Shilluk | 词义:415     |
| ------ | ---------- | ------ | ---------- | ------- | ------------ |
| lé͈ˑì͈   | 牙（单数） | rí͈ŋ    | 肉（单数） | bàt     | 胳膊（单数） |
| lêc    | 牙（复数） | ríŋ    | 肉（复数） | bä͈́ä͈̀t    | 胳膊（复数） |